# Maciej Karol Kubiak
Maciej Karol Kubiak (ur. 1966 w Poznaniu) – ksiądz katolicki Archidiecezji Poznańskiej, redaktor naczelny dwumiesięcznika Biblioteka Kaznodziejska, diecezjalny duszpasterz pracowników środków społecznego przekazu.
Pochodzi z parafii św. Jana Kantego w Poznaniu. Jest absolwentem II Liceum Ogólnokształcącego im. Generałowej Zamoyskiej i Heleny Modrzejewskiej w Poznaniu, które ukończył w 1985. Po maturze wstąpił do Arcybiskupiego Seminarium Duchownego. 16 maja 1991 otrzymał święcenia kapłańskie z rąk arcybiskupa poznańskiego Jerzego Stroby.
W latach 1995–1997 był dyrektorem Archidiecezjalnej Rozgłośni Radiowej, która potem zmieniła nazwę na Katolickie Radio Poznań. Ponownie na tym stanowisku w latach 2005–2006, gdy radio nosiło już nazwę Emaus. Do 2016 roku był redaktorem naczelnym rozgłośni.